# Дарфо-Боарио-Терме
Дарфо-Боарио-Терме (итал. Darfo Boario Terme, ломб. Darf) — коммуна в Италии, в провинции Брешиа области Ломбардия.
Население составляет 14 571 человек, плотность населения составляет 377 чел./км². Занимает площадь 36 км². Почтовый индекс — 25047. Телефонный код — 0364.
Покровителями коммуны почитаются святые мученики Фаустин и Иовита. Праздник ежегодно празднуется 15 февраля.